# ألبرتو رافبترانيانا
البرتو رافبترانيان (بالفرنسية: Albert Rafetraniaina)‏ (9 سبتمبر 1996 في مدغشقر - ) هو لاعب كرة قدم فرنسي في مركز الدفاع. شارك مع منتخب فرنسا تحت 18 سنة لكرة القدم ومنتخب فرنسا تحت 20 سنة لكرة القدم. أما مع النوادي، فقد لعب مع نادي النجم الأحمر سانت أوين ونادي نيس.

## روابط خارجية
- البرتو رافبترانيان على موقع رابطة كرة القدم الفرنسية للمحترفين (الإنجليزية)
- البرتو رافبترانيان على موقع قاعدة بيانات كرة القدم.إي يو (الإنجليزية)
- البرتو رافبترانيان على موقع ليكيب (الفرنسية)
- البرتو رافبترانيان على موقع ناشيونال فوتبول تيمز (الإنجليزية)
- البرتو رافبترانيان على موقع Soccerway.com (الإنجليزية)
- البرتو رافبترانيان على موقع AS.com (الإسبانية)